# 17 Sextantis
17 Sextantis är en vit stjärna i huvudserien i Sextantens stjärnbild.
17 Sextantis har visuell magnitud +5,90 och är svagt synlig för blotta ögat vid god seeing. Den befinner sig på ett avstånd av ungefär 595 ljusår.